# Arthroleptis
Arthroleptis – rodzaj płazów bezogonowych z podrodziny Arthroleptinae w rodzinie artroleptowatych (Arthroleptidae).

## Zasięg występowania
Rodzaj obejmuje gatunki występujące w tropikalnej Afryce.

## Systematyka

### Etymologia
- Arthroleptis: gr. αρθρον arthron „staw, spojenie”[8]; λεπτος leptos „mały, lekki, drobny”[9].
- Schoutedenella: zdrobnienie od Henri Schoutedena (1881–1972), belgijskiego zoologa, ornitologa i entomologa[3]. Gatunek typowy: Schoutedenella globosa De Witte, 1921 (= Arthroleptis xenochirus Boulenger, 1905).
- Abroscaphus: gr. αβρος abros „delikatny, wdzięczny”[10]; σκαφος skaphos „kopanie, okopywanie”[11]. Gatunek typowy: Arthroleptis adolfifriederici Nieden, 1911.
- Arthroleptulus: zdrobnienie nazwy rodzaju Arthroleptis Smith, 1849[12]. Gatunek typowy: Arthroleptis xenodactylus Boulenger, 1909.

### Podział systematyczny
Do rodzaju należą następujące gatunki:

- Arthroleptis adelphus Perret, 1966
- Arthroleptis adolfifriederici Nieden, 1911
- Arthroleptis affinis Ahl, 1939
- Arthroleptis anotis Loader, Poynton, Lawson, Blackburn & Menegon, 2011
- Arthroleptis aureoli (Schiøtz, 1964)
- Arthroleptis bioko Blackburn, 2010
- Arthroleptis bivittatus Müller, 1885
- Arthroleptis brevipes Ahl, 1924
- Arthroleptis carquejai Ferreira, 1906
- Arthroleptis crusculum Angel, 1950
- Arthroleptis fichika Blackburn, 2009
- Arthroleptis formosus Rödel, Kouamé, Doumbia & Sandberger, 2011
- Arthroleptis francei Loveridge, 1953
- Arthroleptis hematogaster (Laurent, 1954)
- Arthroleptis kidogo Blackburn, 2009
- Arthroleptis krokosua Ernst, Agyei & Rödel, 2008
- Arthroleptis kutogundua Blackburn, 2012
- Arthroleptis lameerei De Witte, 1921
- Arthroleptis langeri Rödel, Doumbia, Johnson & Hillers, 2009
- Arthroleptis loveridgei De Witte, 1933
- Arthroleptis mossoensis (Laurent, 1954)
- Arthroleptis nguruensis Poynton, Menegon & Loader, 2009
- Arthroleptis nikeae Poynton, 2003
- Arthroleptis nimbaensis Angel, 1950
- Arthroleptis nlonakoensis (Plath, Herrmann & Böhme, 2006)
- Arthroleptis nyungwensis Dehling, 2023
- Arthroleptis palava Blackburn, Gvoždík & Leaché, 2010
- Arthroleptis perreti Blackburn, Gonwouo, Ernst & Rödel, 2009
- Arthroleptis phrynoides (Laurent, 1976)
- Arthroleptis poecilonotus Peters, 1863
- Arthroleptis pyrrhoscelis Laurent, 1952
- Arthroleptis reichei Nieden, 1911
- Arthroleptis schubotzi Nieden, 1911
- Arthroleptis spinalis Boulenger, 1919
- Arthroleptis stenodactylus Pfeffer, 1893 – artrolept długopalcowy[13]
- Arthroleptis stridens (Pickersgill, 2007)
- Arthroleptis sylvaticus (Laurent, 1954)
- Arthroleptis taeniatus Boulenger, 1906
- Arthroleptis tanneri Grandison, 1983
- Arthroleptis troglodytes Poynton, 1963
- Arthroleptis tuberosus Andersson, 1905
- Arthroleptis variabilis Matschie, 1893 – artrolept pstry[14]
- Arthroleptis vercammeni (Laurent, 1954)
- Arthroleptis wageri FitzSimons, 1930
- Arthroleptis wahlbergii Smith, 1849 – artrolept zaroślowy[15]
- Arthroleptis xenochirus Boulenger, 1905
- Arthroleptis xenodactyloides Hewitt, 1933
- Arthroleptis xenodactylus Boulenger, 1909
- Arthroleptis zimmeri (Ahl, 1925)